# Carponinus
Carponinus är ett släkte av skalbaggar. Carponinus ingår i familjen vivlar.

## Dottertaxa tillCarponinus, i alfabetisk ordning[1]
- Carponinus acutidens
- Carponinus affinis
- Carponinus agnatus
- Carponinus albosuturalis
- Carponinus alcidulus
- Carponinus alternans
- Carponinus alternus
- Carponinus axillaris
- Carponinus bilineatus
- Carponinus bipunctatus
- Carponinus bispilotus
- Carponinus bryanti
- Carponinus cinereus
- Carponinus definitus
- Carponinus enganus
- Carponinus excavatus
- Carponinus excisipes
- Carponinus flavospretus
- Carponinus geminus
- Carponinus glabricollis
- Carponinus gyrosicollis
- Carponinus haematerus
- Carponinus hilaris
- Carponinus javanus
- Carponinus lombokianus
- Carponinus malayianus
- Carponinus melanothorax
- Carponinus molobrus
- Carponinus nigrofasciatus
- Carponinus nigrorufus
- Carponinus nitelus
- Carponinus numenius
- Carponinus plicatulus
- Carponinus rufulus
- Carponinus semiflavus
- Carponinus semisuturellus
- Carponinus sesquilineatus
- Carponinus solarii
- Carponinus stramineopictus
- Carponinus subrubescens
- Carponinus sukarandae
- Carponinus tricolor
- Carponinus trifasciatus
- Carponinus vethi